# 소화성 장의사
"소화성 장의사"(少和省 葬儀社)는 한국에서 제작된 김정용 감독의 1983년 드라마 영화이다. 정진화 등이 주연으로 출연하였고 유옥추 등이 제작에 참여하였다.

## 출연

### 주연
- 정진화
- 용완
- 김원진
- 국정환

## 기타
- 조명: 정경희
- 녹음: 김성찬
- 미술: 조경환